# Heteroconger tricia
Heteroconger tricia és una espècie de peix pertanyent a la família dels còngrids.

## Descripció
- Pot arribar a fer 49,6 cm de llargària màxima.[5]

## Hàbitat
És un peix marí, demersal i de clima tropical.

## Distribució geogràfica
Es troba al Pacífic occidental: Indonèsia.

## Observacions
És inofensiu per als humans.